# Råcksta träsk
Råcksta träsk eller Råckstaträsk är en liten insjö som ligger i Västerort inom Stockholms kommun. Råcksta träsk ingår i Grimsta naturreservat som bildades 2004. Sjön är 2,3 meter djup, har en yta på 0,0368 kvadratkilometer och befinner sig 12,6 meter över havet. Den ingår i Norrströms huvudavrinningsområde. Sjön muddrades i början av 1970-talet då den blivit kraftigt igenväxt. Målet för sjön, enligt Stockholms vattenprogram, är i första hand att bevara den som fri vattenspegel. Siktdjupet är litet men har ökat något.
Tillrinningen utgörs huvudsakligen av dagvatten från bebyggda områden, framförallt norr om Bergslagsvägen. Utflödet leds till Mälaren via en bäck, där Kvarnvikens kvarn ligger. Kvarnen anlades 1883 och var i drift till 1950. Kvarnen med omgivande miljö är av kulturhistoriskt värde, och tas i bruk någon gång per år av Museet Kvarnvikens kvarn & såg. Kvarnägaren har rätt till en begränsad reglering av vattenståndet.

## Arter
Sjön utgör en viktig biotop för trollsländor. Fågellivet är relativt artfattigt. 
Sjön är en viktig fortplantningslokal för groddjur, och sjön anses ha visst värde för fritidsfisket och då främst som metesjö. Vid provfiske har abborre, karp, mört, ruda och sutare fångats i sjön. Ett svagt bestånd av signalkräftor finns. Allt fiske upplåts via Sportfiskekortet. 

## Föroreningar
Vattenkvaliteten har varit mycket varierande. Näringsinnehållet är stort, ibland med extremt höga fosforhalter. Vissa vintrar förekommer svavelväte i bottenvattnet. Bakterietalen är låga. Sedimentet innehåller mycket höga halter av koppar. PCB-halterna är höga. PAH och övriga metaller förekommer i måttliga halter.

## Delavrinningsområde
Råcksta träsk ingår i delavrinningsområde (658422-161701) som SMHI kallar för Utloppet av Råckstaträsk. Medelhöjden är 23 meter över havet och ytan är 5,48 kvadratkilometer. Det finns inga avrinningsområden uppströms utan avrinningsområdet är högsta punkten. Vattendraget som avvattnar avrinningsområdet har biflödesordning 2, vilket innebär att vattnet flödar genom totalt 2 vattendrag innan det når havet efter 14 kilometer. Avrinningsområdet har 0,03 kvadratkilometer vattenytor vilket ger det en sjöprocent på 0,2 procent. Bebyggelsen i området täcker en yta av 19,8 kvadratkilometer eller 98 procent av avrinningsområdet.

## Galleri

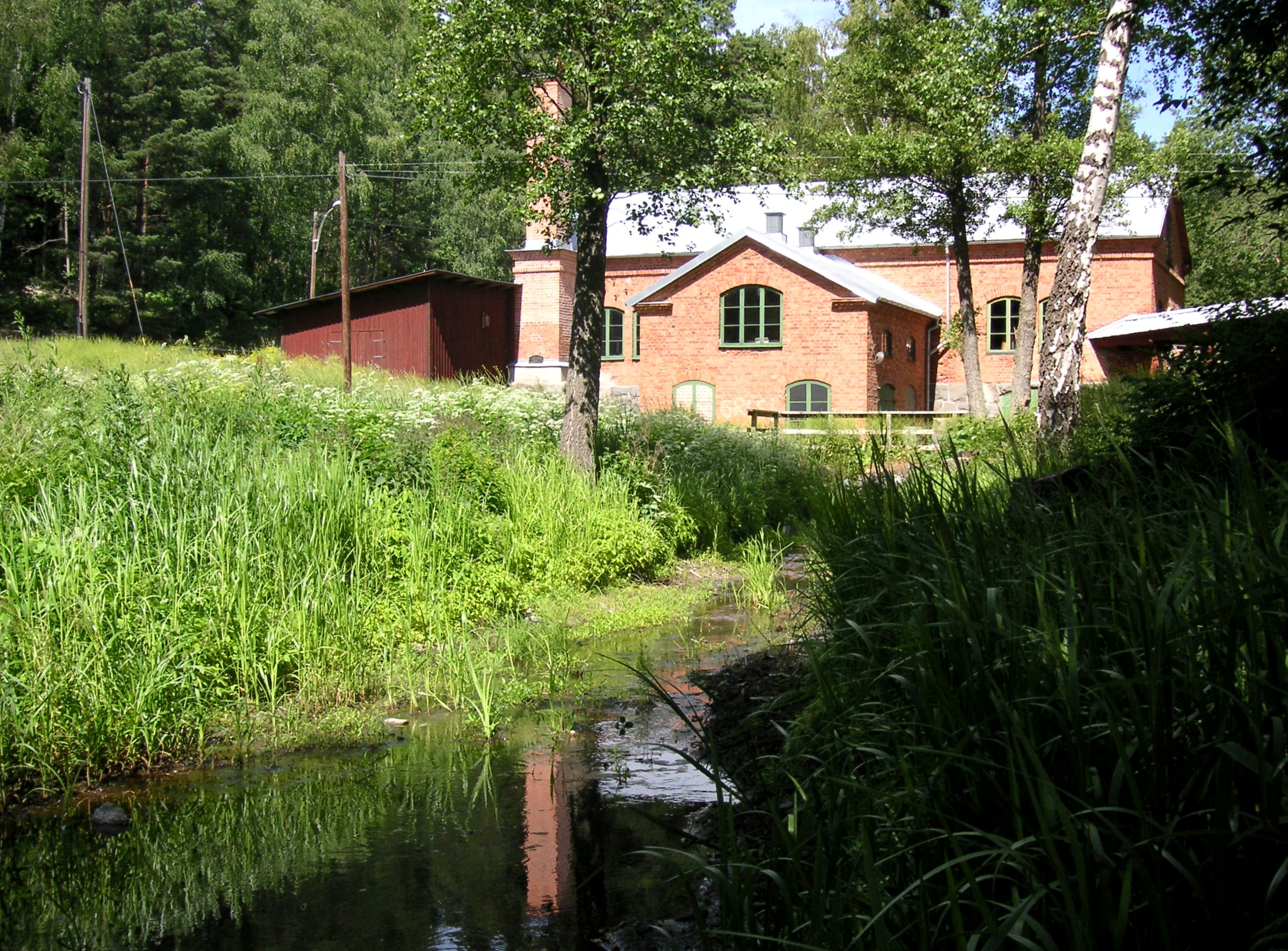
Råcksta träsks utlopp till Mälaren vid Kvarnvikens kvarn, 2008.
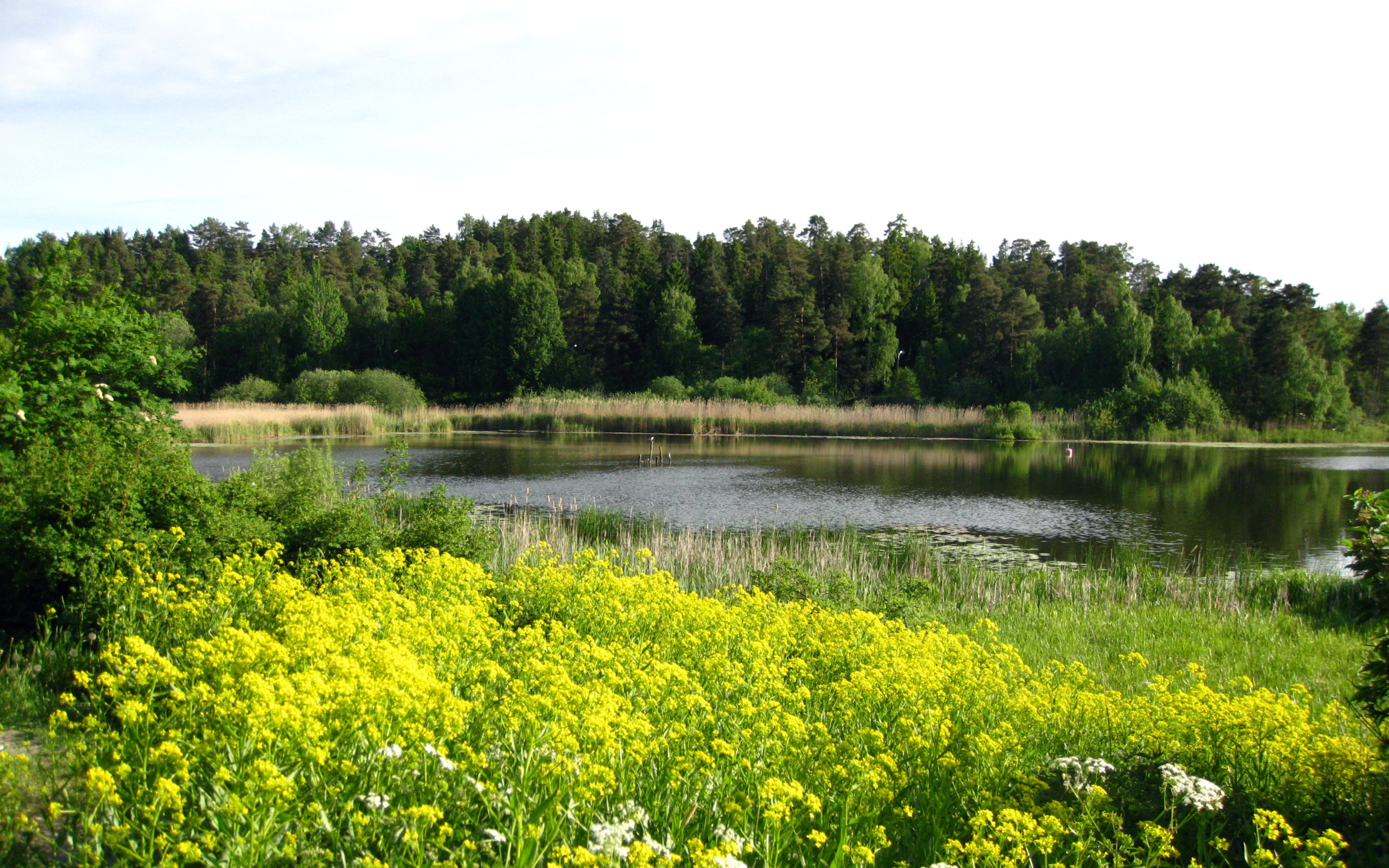
Råcksta träsk, sedd från Grimstagatan.
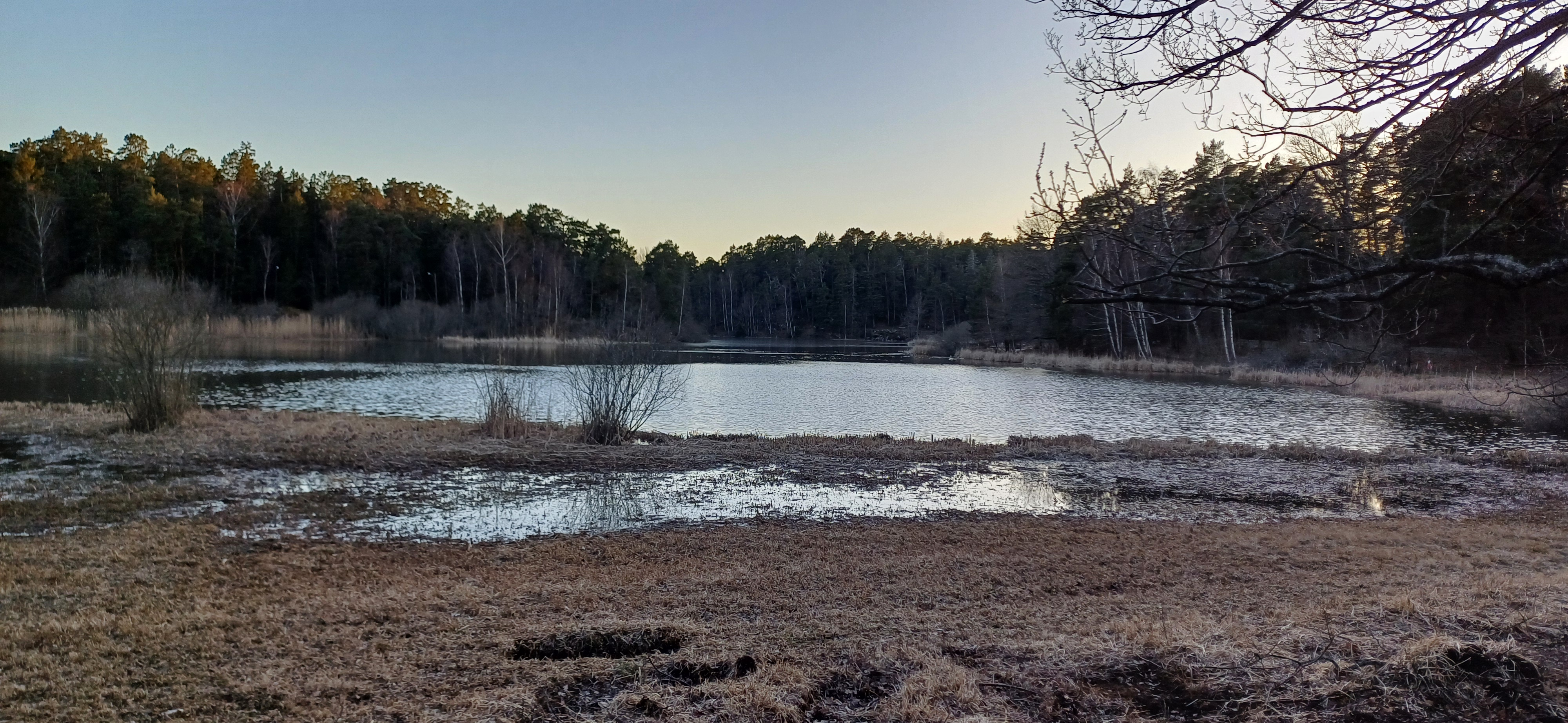
Råcksta träsk sett från nordöst
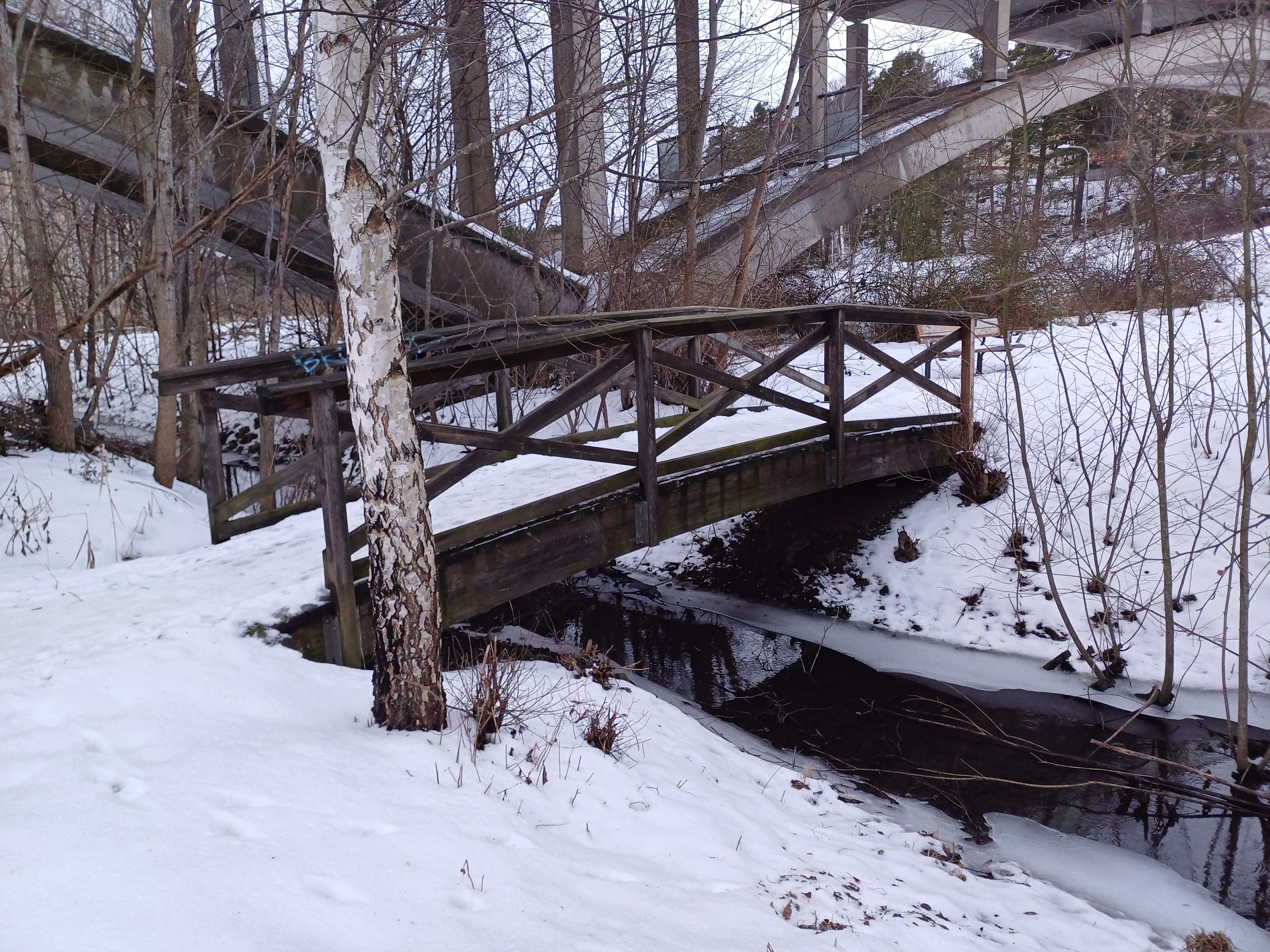
Gångbro öster om träsket, intill tunnelbanebron
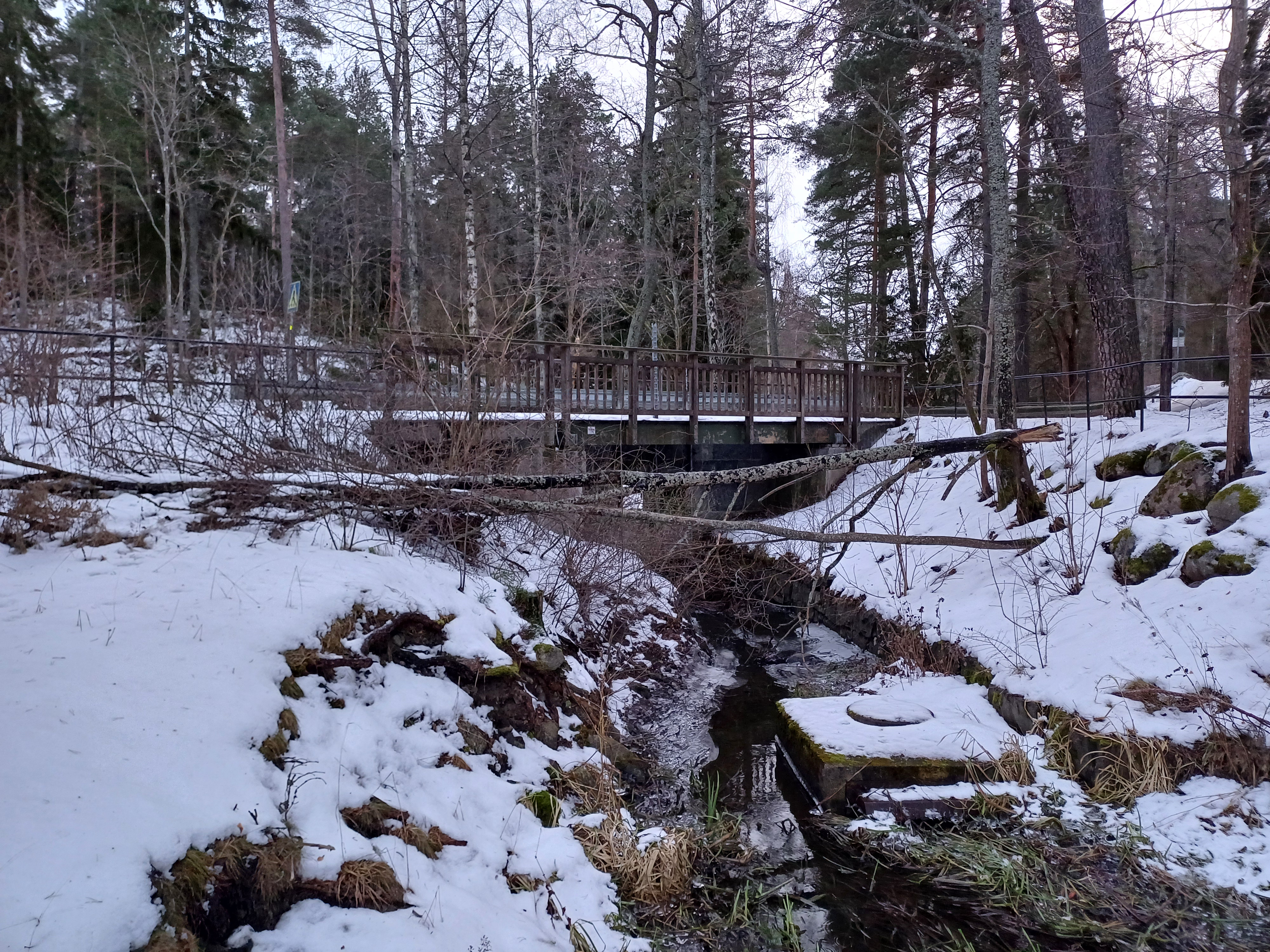
Råcksta träsks utlopp västerut mot Kvarnvikens kvarn under en gång- och bilbro
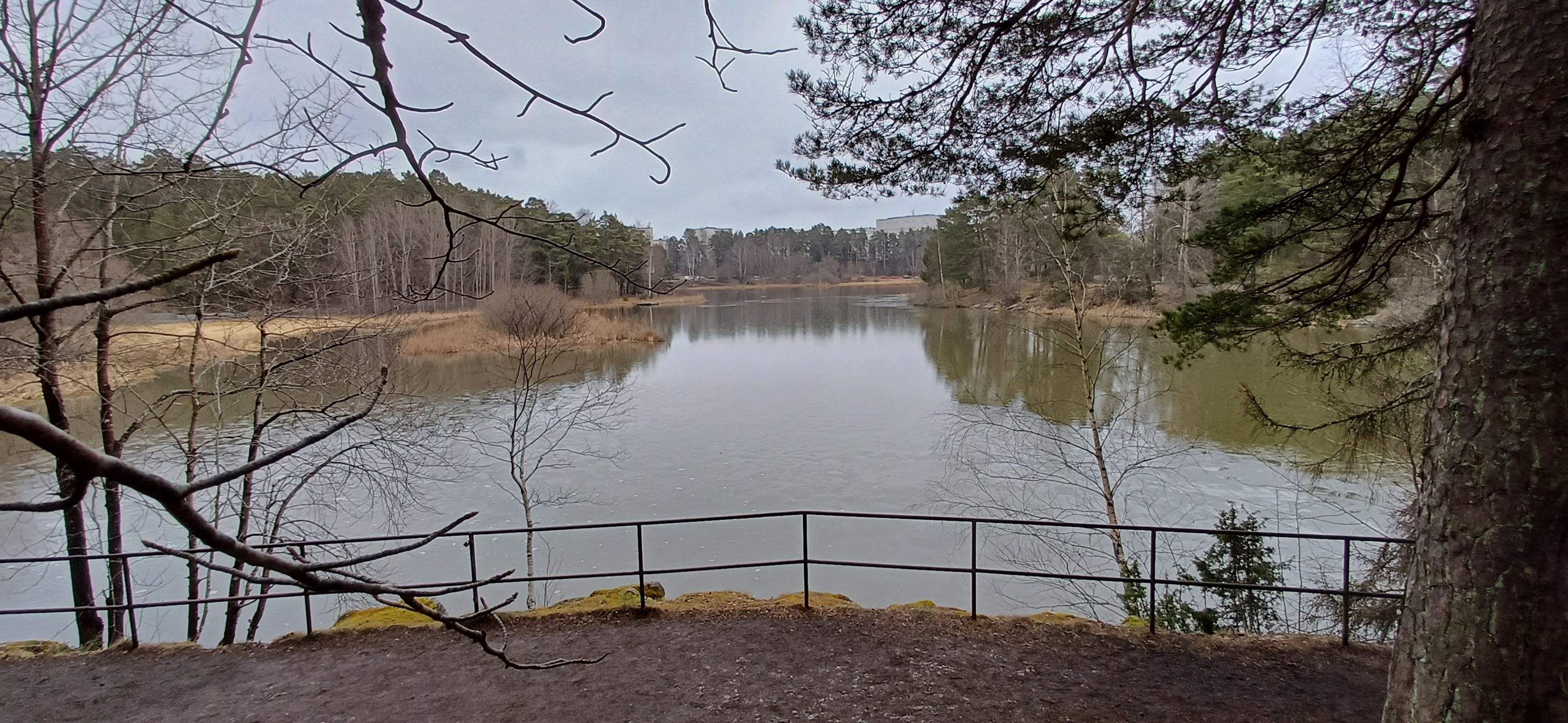
Råcksta träsk sett från sydväst
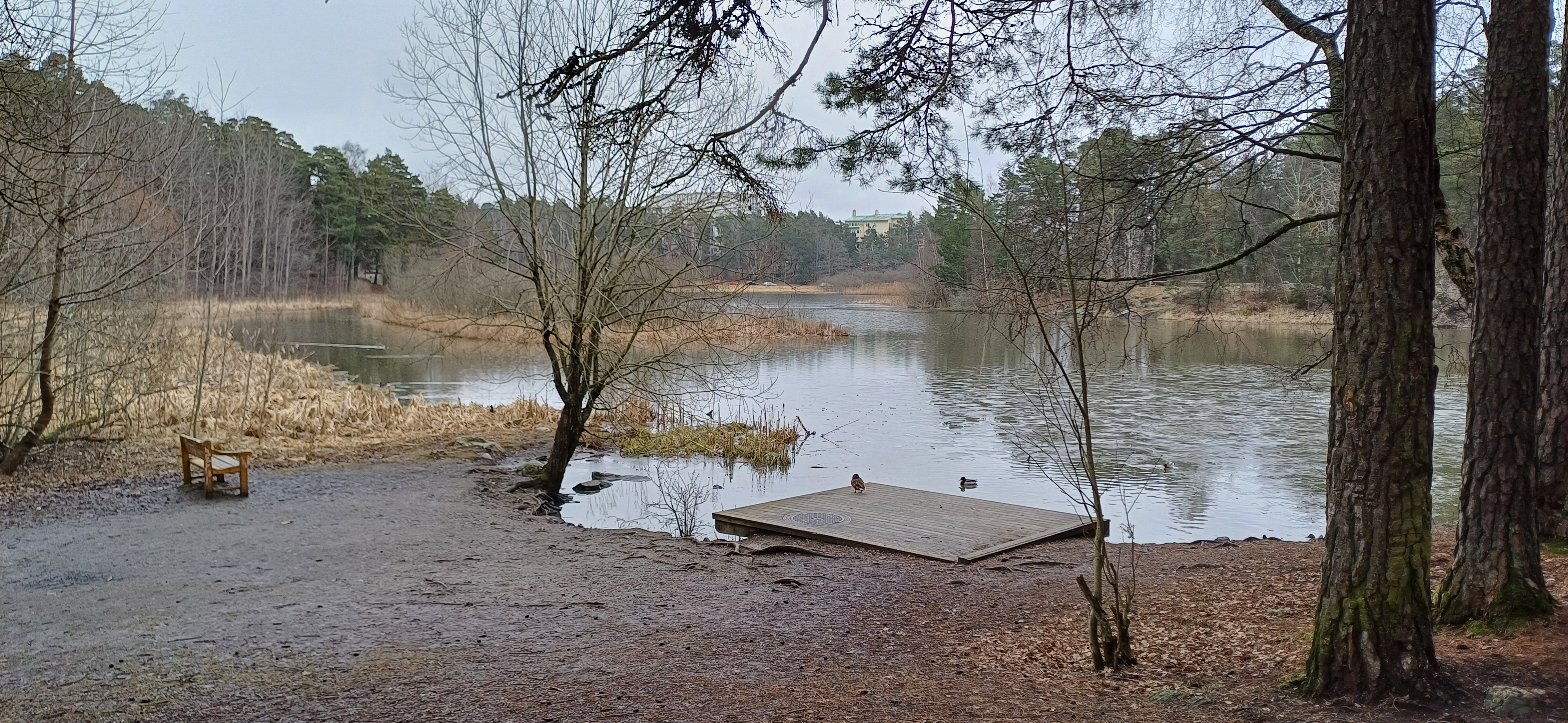
Bryggan på västra sidan